# Чемпіонат України з футболу 1992

Емблема чемпіонату

Чемпіонат України з футболу 1992 — перший чемпіонат України після здобуття незалежності. Чемпіоном стала сімферопольська «Таврія», яка у вирішальному матчі перемогла київське «Динамо».
Сезон 1992 року був перехідним і винятковим — він тривав усього пів року. Це сталося через те, що останній чемпіонат СРСР закінчився восени 1991 року, а Федерація футболу України вирішила проводити чемпіонати за календарем «осінь-весна», щоб синхронізувати їх із більшістю європейських чемпіонатів і єврокубковим сезоном.

## Вища ліга
| М  | Команда                | І  | В  | Н | П  | РМ    | О  |
| -- | ---------------------- | -- | -- | - | -- | ----- | -- |
| 1  | «Таврія» (Сімферополь) | 18 | 11 | 6 | 1  | 30−9  | 28 |
| 2  | «Шахтар» (Донецьк)     | 18 | 10 | 6 | 2  | 31−10 | 26 |
| 3  | «Чорноморець» (Одеса)  | 18 | 9  | 7 | 2  | 30−12 | 25 |
| 4  | «Торпедо» (Запоріжжя)  | 18 | 6  | 7 | 5  | 21−16 | 19 |
| 5  | «Металург» (Запоріжжя) | 18 | 6  | 6 | 6  | 20−19 | 18 |
| 6  | «Карпати» (Львів)      | 18 | 5  | 6 | 7  | 15−18 | 16 |
| 7  | «Кремінь» (Кременчук)  | 18 | 4  | 8 | 6  | 17−23 | 16 |
| 8  | «Нива» (Вінниця)       | 18 | 5  | 4 | 9  | 18−33 | 14 |
| 9  | «Евіс» (Миколаїв)      | 18 | 3  | 4 | 11 | 12−29 | 10 |
| 10 | «Темп» (Шепетівка)     | 18 | 2  | 4 | 12 | 9−34  | 8  |

| М  | Команда                          | І  | В  | Н | П  | РМ    | О  |
| -- | -------------------------------- | -- | -- | - | -- | ----- | -- |
| 1  | «Динамо» (Київ)                  | 18 | 13 | 4 | 1  | 31−13 | 30 |
| 2  | «Дніпро» (Дніпропетровськ)       | 18 | 10 | 3 | 5  | 26−15 | 23 |
| 3  | «Металіст» (Харків)              | 18 | 8  | 5 | 5  | 21−16 | 21 |
| 4  | «Нива» (Тернопіль)               | 18 | 8  | 5 | 5  | 16−12 | 21 |
| 5  | «Волинь» (Луцьк)                 | 18 | 8  | 2 | 8  | 24−21 | 18 |
| 6  | «Буковина» (Чернівці)            | 18 | 7  | 4 | 7  | 17−16 | 18 |
| 7  | «Зоря-МАЛС» (Луганськ)           | 18 | 6  | 5 | 7  | 23−23 | 17 |
| 8  | «Нафтовик» (Охтирка)             | 18 | 5  | 3 | 10 | 12−28 | 13 |
| 9  | «Прикарпаття» (Івано-Франківськ) | 18 | 3  | 6 | 9  | 9−18  | 12 |
| 10 | СК «Одеса» (Одеса)               | 18 | 3  | 1 | 14 | 15−32 | 7  |

До 5 квітня 1992 року команда СК «Одеса» носила назву СКА.
Позначення:

### Матч за 1-е місце
Напередодні фіналу ФФУ змінила регламент і замість двох матчів (дома і в гостях) зіграли один фінальний. 
| Дата           | Місце проведення         | Глядачів |                                        | Результат    |                 |
| -------------- | ------------------------ | -------- | -------------------------------------- | ------------ | --------------- |
| 21 червня 1992 | Львів, стадіон «Україна» | 36 000   | «Таврія» (Сімферополь) С. Шевченко 75' | 1:0 протокол | «Динамо» (Київ) |

### Матч за 3-є місце
| Дата           | Місце проведення              | Глядачів |                                                | Результат    |                                                            |
| -------------- | ----------------------------- | -------- | ---------------------------------------------- | ------------ | ---------------------------------------------------------- |
| 20 червня 1992 | Запоріжжя, стадіон «Металург» | 3 000    | «Шахтар» (Донецьк) Біличенко 51', Ателькін 80' | 2:3 протокол | «Дніпро» (Дніпропетровськ) Тищенко 19', Коновалов 38', 74' |

### Найкращі бомбардири
| М | Гравець           | Клуб        | Ігри | Голи |
| - | ----------------- | ----------- | ---- | ---- |
| 1 | Юрій Гудименко    | «Таврія»    | 18   | 12   |
| 2 | Тимерлан Гусейнов | «Зоря-МАЛС» | 15   | 11   |
| 3 | Сергій Ребров     | «Шахтар»    | 19   | 10   |

## Перша ліга
| М  | Команда                         | І  | В  | Н  | П  | РМ    | О  |
| -- | ------------------------------- | -- | -- | -- | -- | ----- | -- |
| 1  | «Верес» (Рівне)                 | 26 | 14 | 8  | 4  | 38−15 | 36 |
| 2  | «Приладист» (Мукачеве)          | 26 | 14 | 5  | 7  | 27−15 | 33 |
| 3  | «Поліграфтехніка» (Олександрія) | 26 | 11 | 8  | 7  | 25−27 | 30 |
| 4  | «Поділля» (Хмельницький)        | 26 | 10 | 10 | 6  | 29−21 | 30 |
| 5  | «Кристал» (Чортків)             | 26 | 11 | 7  | 8  | 34−26 | 29 |
| 6  | «Десна» (Чернігів)              | 26 | 11 | 7  | 8  | 23−24 | 29 |
| 7  | «Динамо-2» (Київ)               | 26 | 9  | 10 | 7  | 33−23 | 28 |
| 8  | «Автомобіліст» (Суми)           | 26 | 11 | 4  | 11 | 29−29 | 26 |
| 9  | «Сталь» (Алчевськ)              | 26 | 9  | 8  | 9  | 28−22 | 26 |
| 10 | «Полісся» (Житомир)             | 26 | 10 | 5  | 11 | 30−31 | 25 |
| 11 | «Галичина» (Дрогобич)           | 26 | 9  | 5  | 12 | 25−32 | 23 |
| 12 | «Дніпро» (Черкаси)              | 26 | 9  | 4  | 13 | 22−27 | 22 |
| 13 | «Чайка» (Севастополь)           | 26 | 7  | 4  | 15 | 19−39 | 18 |
| 14 | СКА (Київ)                      | 26 | 3  | 3  | 20 | 14−45 | 9  |

| М  | Команда                     | І  | В  | Н  | П  | РМ    | О  |
| -- | --------------------------- | -- | -- | -- | -- | ----- | -- |
| 1  | «Кривбас» (Кривий Ріг)      | 26 | 15 | 10 | 1  | 46−23 | 40 |
| 2  | «Металург» (Нікополь)       | 26 | 15 | 7  | 4  | 45−19 | 37 |
| 3  | «Артанія» (Очаків)          | 26 | 13 | 6  | 7  | 27−24 | 32 |
| 4  | «Закарпаття» (Ужгород)      | 26 | 13 | 5  | 8  | 28−25 | 31 |
| 5  | «Рось» (Біла Церква)        | 26 | 13 | 5  | 8  | 40−32 | 31 |
| 6  | «Скала» (Стрий)             | 26 | 11 | 9  | 6  | 39−24 | 31 |
| 7  | «Шахтар» (Павлоград)        | 26 | 13 | 4  | 9  | 46−33 | 30 |
| 8  | «Ворскла» (Полтава)         | 26 | 12 | 5  | 9  | 33−25 | 29 |
| 9  | «Хімік» (Сєверодонецьк)     | 26 | 10 | 7  | 9  | 28−28 | 27 |
| 10 | «Кристал» (Херсон)          | 26 | 10 | 5  | 11 | 36−36 | 25 |
| 11 | «Азовець» (Маріуполь)       | 26 | 10 | 4  | 12 | 36−39 | 24 |
| 12 | «Шахтар-2» (Донецьк)        | 26 | 5  | 2  | 19 | 25−48 | 12 |
| 13 | «Вагонобудівник» (Стаханов) | 26 | 4  | 3  | 19 | 16−48 | 11 |
| 14 | «Чорноморець-2» (Одеса)     | 26 | 0  | 4  | 22 | 14−55 | 4  |

### Найкращі бомбардири
| Гравець          | Команда   | Голи |
| ---------------- | --------- | ---- |
| Денис Філімонов  | «Кривбас» | 16   |
| Віктор Громов    | «Шахтар»  | 14   |
| Олександр Гайдук | «Рось»    | 11   |

## Перехідна ліга
| М | Команда                     | І  | В | Н | П | РМ    | О  |
| - | --------------------------- | -- | - | - | - | ----- | -- |
| 1 | «Дністер» (Заліщики)        | 16 | 8 | 5 | 3 | 15−13 | 21 |
| 2 | «Газовик» (Комарно)         | 16 | 8 | 4 | 4 | 24−17 | 20 |
| 3 | «Явір» (Краснопілля)        | 16 | 8 | 4 | 4 | 21−19 | 20 |
| 4 | «Зірка» (Кіровоград)        | 16 | 8 | 3 | 5 | 35−24 | 19 |
| 5 | «Андезит» (Хуст)            | 16 | 7 | 4 | 5 | 23−22 | 18 |
| 6 | «Олімпік» (Харків)          | 16 | 5 | 5 | 6 | 23−26 | 15 |
| 7 | «Електрон» (Ромни)          | 16 | 5 | 2 | 9 | 22−29 | 12 |
| 8 | «Лисоня» (Бережани)         | 16 | 2 | 6 | 8 | 14−21 | 10 |
| 9 | «Промінь» (Воля-Баранецька) | 16 | 1 | 7 | 8 | 22−28 | 9  |

| М | Команда                 | І  | В  | Н  | П  | РМ    | О  |
| - | ----------------------- | -- | -- | -- | -- | ----- | -- |
| 1 | «Бажановець» (Макіївка) | 16 | 10 | 3  | 3  | 25−8  | 23 |
| 2 | «Титан» (Армянськ)      | 16 | 8  | 5  | 3  | 19−10 | 21 |
| 3 | «Меліоратор» (Каховка)  | 16 | 8  | 5  | 3  | 21−16 | 21 |
| 4 | «Дружба» (Осипенко)     | 16 | 5  | 11 | 0  | 17−8  | 21 |
| 5 | «Прометей» (Шахтарськ)  | 16 | 8  | 4  | 4  | 27−10 | 20 |
| 6 | «Океан» (Керч)          | 16 | 6  | 5  | 5  | 16−10 | 17 |
| 7 | «Гірник» (Харцизьк)     | 16 | 4  | 1  | 11 | 10−33 | 9  |
| 8 | «Антрацит» (Кіровське)  | 16 | 2  | 3  | 11 | 15−32 | 7  |
| 9 | «Море» (Феодосія)       | 16 | 1  | 3  | 12 | 2−25  | 5  |

### Найкращі бомбардири
| Гравець          | Клуб         | Голи |
| ---------------- | ------------ | ---- |
| Олег Вєтров      | «Бажановець» | 11   |
| Володимир Снилик | «Газовик»    | 9    |
| Сергій Черепанов | «Прометей»   | 8    |

## Аматорська ліга
Змагання в аматорській лізі не проводилися.

## Підсумки чемпіонату
За підсумками чемпіонату чемпіоном стала сімферопольська «Таврія», друге місце посіло київське «Динамо», третє — дніпропетровське «Дніпро».
«Таврія» здобула путівку до Кубка Чемпіонів, «Динамо» — до Кубка УЄФА, «Чорноморець» — до Кубка володарів Кубків. «Нива» В, «Евіс», «Темп», «Нафтовик», «Прикарпаття», СК «Одеса» залишили вищу лігу.
Рівненський «Верес» і криворізький «Кривбас» стали переможцями груп першої ліги і здобули путівки до вищої ліги. Команди «Полісся», «Галичина», «Дніпро» Ч, «Чайка», СКА К, «Кристал» Х, «Азовець», «Шахтар-2», «Вагонобудівник» і «Чорноморець-2» залишили першу лігу.
Наступного року утворюється друга ліга, в якій будуть грати команди «Дністер», «Газовик», «Явір», «Зірка», «Бажановець», «Титан», «Меліоратор», «Дружба», а також команди, що опустилися з першої ліги.
Перехідну лігу поповнили команди «Нафтохімік» (Кременчук), «Динамо» (Луганськ), «Нива» (Миронівка), «Фрунзенець» (Сакський район), «Авангард» (Жидачів), «Торпедо» (Мелітополь), «Шахтар» (Горлівка) і «Прометей» (Дніпродзержинськ).
Після закінчення чемпіонату команда «Полісся» змінила назву на «Хімік», «Кристал» Х — на «Таврія», СКА К — на ЦСК ЗСУ, «Андезит» — на «Фетровик», «Лисоня» — на «Сокіл», «Гірник» — на «Канатник», «Антрацит» (Кіровське) — на «Гірник» (Гірне).